# Paramphiascella bulbifer
Paramphiascella bulbifer är en kräftdjursart som beskrevs av Guille och Soyer 1966. Paramphiascella bulbifer ingår i släktet Paramphiascella och familjen Diosaccidae. Inga underarter finns listade i Catalogue of Life.